# 蕭慥古
蕭慥古（?—?），又作蕭扫古、蕭播古、蕭奥只，辽朝官员，蕭撻凜的儿子。
蕭慥古以父亲的战功，被封为祗候郎君，转任林牙、契丹行营都部署、彰国节度使。他待人接物，喜好名士。宋朝张昪出使辽国，他作为侍中担任馆伴，从容表达两国盟好，谈论多日。张昪说蕭慥古是北朝的仪表。后来历任南京统军使、北府宰相、宣徽使，封为郑王。